# トンマッコルへようこそ
『トンマッコルへようこそ』（原題：웰컴 투 동막골）は、2005年公開の韓国映画。

## 概要
同名の舞台の映画化した作品。パク・クァンヒョン監督の長編映画第一作でありながら、韓国では800万人を動員し、2005年の最多観客動員数を記録した。劇中音楽を久石譲が担当している。
朝鮮戦争を舞台に、南北朝鮮軍兵士や国連軍のアメリカ人兵士が山奥の平和な村で友情を育んでいく物語。その内容から、韓国国内では「親北反米」との声も沸き起こり、賛否両論となった。監督自身は反戦映画を作ったつもりと述べている。
村人ヨイルを演じたカン・ヘジョンは第43回大鐘賞・助演女優賞を受賞した。

## ストーリー
舞台は朝鮮戦争が激しさを増していた1950年11月。太白山脈の奥地にトンマッコルという小さい村があった。トンマッコルとは「子供のように純粋な村」という意味で、村人は戦争が起きてることなど露知らず平穏に暮らしていた。
そんな村に3組の珍しい客がやってきた。空から偵察機で墜落してきたアメリカ軍のスミス大尉。洗面器(ヘルメット)を被った韓国軍兵士が2名。そして韓国と対立している人民軍(北朝鮮)の兵士3名が、長い棒(機関銃)を構えてやって来たのだ。

最初は敵対する韓国軍兵士と人民軍兵士。弾が尽きた銃で威嚇しあい、人民軍は手榴弾を構えたが、誤爆で食料倉庫を吹き飛ばし、備蓄してあったトウモロコシを全てポップコーンにしてしまった。お詫びにジャガイモの収穫を手伝う事になる南北の兵士たち。
軍服を洗濯し、村人の服を着るようになる兵士たち。畑を荒らす大イノシシを力を合わせて退治し、その肉を食らい、親交は深まっていった。しかし、2名の韓国兵が村を去らない事を訝る人民軍の指揮官リ・スファ。友軍であるスミス大尉を救助して連れ帰れば勲章ものなのに帰還しないのは逃亡兵ではないのか？　事実、韓国軍の衛生兵サンサンは敵前逃亡し、ピョ少尉は優秀な軍人でありながら、避難民で溢れる橋の爆破命令に従えず、逃亡の憂き目を見た男だった。かたや人民軍のリ・スファも劣勢で部隊が全滅し、山を降りれば敵兵に囲まれる事を痛感していた。
アメリカを始め連合軍の支援を受ける韓国の空軍は、スミス大尉の偵察機の失踪地点を重視していた。それは重要な補給ルートであり、過去にも輸送機が失踪した地域だった。人民軍の対空ミサイル部隊の残党が付近の村に隠れ、攻撃していると推測した連合軍は大規模な爆撃を立案した。その前に、一瞬だけ無線の繋がったスミス大尉を救出するために、落下傘部隊がトンマッコルに降下した。
村人の命を軽んじて、対空ミサイルの在り処を吐かせようと暴力を振るう部隊員たち。南北の兵士らは力を合わせて落下傘部隊を排除したが、頭の足りない純真な少女ヨイルが流れ弾で犠牲となった。生き残りの部隊員から、24時間後に爆撃が開始されると聞き出したピョ少尉らは、村人を守るために再び軍服をまとった。
村人の手厚い看護で回復したスミス大尉は、親しくなった少年ドングの案内で墜落した輸送機を発見し、大量の武器が積まれていることを把握していた。その武器を利用して、村から離れた無人の峠に対空ミサイル基地と偽の村を作る南北の兵士たち。更に、真実を連合軍に伝える為に、スミス大尉と落下傘部隊の生き残りは山を降りることになった。
スミス大尉らを逃し、連合軍を迎え撃つ南北の兵士たち。先発の偵察機とは互角に戦ったが、続く爆撃機の大部隊を止めることは不可能だった。しかし、事前の細工によって爆撃機は無人の峠を攻撃して来た。トンマッコルを守ったことに満足して、南北の兵士たちは爆撃の炎に包まれていった。

## キャスト
※括弧内は日本語吹替 (英語部分は原語流用)

### 人民軍兵士
- リ・スファ（人民軍将校）：チョン・ジェヨン (青山勝)
- チャン・ヨンヒ（人民軍下士官）：イム・ハリョン
- ソ・テッキ（人民軍少年兵）：リュ・ドックァン

### 韓国軍兵士
- ピョ・ヒョンチョル（韓国軍少尉）：シン・ハギュン (内田夕夜)
- ムン・サンサン（韓国軍衛生兵）：ソ・ジェギョン

### アメリカ人
- スミス（連合軍パイロット）：スティーブ・テシュラー

### 村人
- ヨイル：カン・ヘジョン (山田里奈)
- チョン・ジェジン
- チョ・ドッキョン
- クォン・オミン

## スタッフ
- 監督：パク・クァンヒョン
- 製作、脚本、原案：チャン・ジン
- 音楽：久石譲

## 舞台
2016年5月4日～8日にかけてZeppブルーシアター六本木にて上演された。脚本はチャン・ジン、演出は東憲司(劇団桟敷童子)、翻訳は洪明花。制作はナッポスユナイテッド。

### 出演
- チソン - 畑中智行(演劇集団キャラメルボックス)
- ヨンヒ - 筒井俊作(演劇集団キャラメルボックス)
- テッキ - 神永圭佑
- ヒョンチョル - 平田裕一郎
- サンサン - 永嶋柊吾
- イヨン - 木村玲衣(演劇集団キャラメルボックス)
- トング - 大手忍(劇団桟敷童子)
- 村長 - 原口健太郎(劇団桟敷童子)
- 村長夫人 - もりちえ(劇団桟敷童子)
- 村長の母 - 鈴木めぐみ(劇団桟敷童子)
- ウルシク - 外山博美(劇団桟敷童子)
- ダルス - 稲葉能敬(劇団桟敷童子)
- ダルス妻 - 川原洋子(劇団桟敷童子)
- トング母 - 洪明花
- キム先生 - 深津紀暁(劇団桟敷童子)
- スミス - イアン・マーティン
- 中隊長/村人 - 永島敬三(柿喰う客)
- 部下/村人 - 関根翔太(演劇集団キャラメルボックス)
- 作家 - 山崎彬(悪い芝居)